# Usellus
Usellus es una localidad italiana de la provincia de Oristán, región de Cerdeña,  con 869 habitantes.

## Evolución demográfica
| Gráfica de evolución demográfica de Usellus entre 1861 y 2001 |
|                                                               |
| Fuente ISTAT - elaboración gráfica de Wikipedia               |